# 세이셸 축구 국가대표팀
세이셸 축구 국가대표팀(영어: Seychelles national football team)은 세이셸을 대표하는 축구 국가대표팀으로 세이셸 축구 연맹에서 관리·운영하고 있다. 아프리카 축구 최약체로 평가되는 팀들 가운데 하나로 1974년 2월 13일 레위니옹과의 국제 경기 데뷔전에서 0-2로 패했으며 현재 스타드 리니테를 홈 구장으로 사용하고 있다.

## 국제 대회 경력

### FIFA 월드컵
2002년 FIFA 월드컵 아프리카 지역 예선을 시작으로 꾸준히 예선에 참가하고 있으나 현재까지 단 1승도 거두지 못하고 있다.

### 아프리카 네이션스컵
월드컵과 마찬가지로 아프리카 네이션스컵 본선 경험도 전무한 상황이지만 그나마 2004년 아프리카 네이션스컵 예선 6조에서 에리트레아와 짐바브웨를 한번씩 잡아내면서 2승 4패·조 3위로 가장 좋은 성적을 거두었다.

## 기타 국제 대회 경력

### COSAFA컵
COSAFA컵에는 11번 출전하여 11번의 대회 모두 조별리그 문턱을 넘지 못했지만 그나마 2008년 대회 조별 예선에서 1승 1무 1패·8득점에 2실점으로 나름대로 괜찮은 성과를 거두었다. 

### 인도양 도서국 경기 대회
인도양 도서국 경기 대회에는 11번의 대회에 모두 출전하여 금메달 1개(2011년), 은메달 1개(1979년), 동메달 3개(1990년, 1998년, 2003년) 등 무려 5개의 메달을 획득하며 모든 국제 대회를 통틀어 가장 좋은 성적을 거두었다.

## FIFA 월드컵 (본선)
| 년도   | 결과      | 순위      | 경기      | 승        | 무*       | 패        | 득점      | 실점      | 승점      |
| ------ | --------- | --------- | --------- | --------- | --------- | --------- | --------- | --------- | --------- |
| 1930년 | 독립 이전 | 독립 이전 | 독립 이전 | 독립 이전 | 독립 이전 | 독립 이전 | 독립 이전 | 독립 이전 | 독립 이전 |
| 1934년 | 독립 이전 | 독립 이전 | 독립 이전 | 독립 이전 | 독립 이전 | 독립 이전 | 독립 이전 | 독립 이전 | 독립 이전 |
| 1938년 | 독립 이전 | 독립 이전 | 독립 이전 | 독립 이전 | 독립 이전 | 독립 이전 | 독립 이전 | 독립 이전 | 독립 이전 |
| 1950년 | 독립 이전 | 독립 이전 | 독립 이전 | 독립 이전 | 독립 이전 | 독립 이전 | 독립 이전 | 독립 이전 | 독립 이전 |
| 1954년 | 독립 이전 | 독립 이전 | 독립 이전 | 독립 이전 | 독립 이전 | 독립 이전 | 독립 이전 | 독립 이전 | 독립 이전 |
| 1958년 | 독립 이전 | 독립 이전 | 독립 이전 | 독립 이전 | 독립 이전 | 독립 이전 | 독립 이전 | 독립 이전 | 독립 이전 |
| 1962년 | 독립 이전 | 독립 이전 | 독립 이전 | 독립 이전 | 독립 이전 | 독립 이전 | 독립 이전 | 독립 이전 | 독립 이전 |
| 1966년 | 독립 이전 | 독립 이전 | 독립 이전 | 독립 이전 | 독립 이전 | 독립 이전 | 독립 이전 | 독립 이전 | 독립 이전 |
| 1970년 | 독립 이전 | 독립 이전 | 독립 이전 | 독립 이전 | 독립 이전 | 독립 이전 | 독립 이전 | 독립 이전 | 독립 이전 |
| 1974년 | 독립 이전 | 독립 이전 | 독립 이전 | 독립 이전 | 독립 이전 | 독립 이전 | 독립 이전 | 독립 이전 | 독립 이전 |
| 1978년 | 없음      | 없음      | 없음      | 없음      | 없음      | 없음      | 없음      | 없음      | 없음      |
| 1982년 | 비회원국  | 비회원국  | 비회원국  | 비회원국  | 비회원국  | 비회원국  | 비회원국  | 비회원국  | 비회원국  |
| 1986년 | 비회원국  | 비회원국  | 비회원국  | 비회원국  | 비회원국  | 비회원국  | 비회원국  | 비회원국  | 비회원국  |
| 1990년 | 불참      | 불참      | 불참      | 불참      | 불참      | 불참      | 불참      | 불참      | 불참      |
| 1994년 | 불참      | 불참      | 불참      | 불참      | 불참      | 불참      | 불참      | 불참      | 불참      |
| 1998년 | 불참      | 불참      | 불참      | 불참      | 불참      | 불참      | 불참      | 불참      | 불참      |
| 2002년 | 예선 탈락 | 예선 탈락 | 예선 탈락 | 예선 탈락 | 예선 탈락 | 예선 탈락 | 예선 탈락 | 예선 탈락 | 예선 탈락 |
| 2006년 | 예선 탈락 | 예선 탈락 | 예선 탈락 | 예선 탈락 | 예선 탈락 | 예선 탈락 | 예선 탈락 | 예선 탈락 | 예선 탈락 |
| 2010년 | 예선 탈락 | 예선 탈락 | 예선 탈락 | 예선 탈락 | 예선 탈락 | 예선 탈락 | 예선 탈락 | 예선 탈락 | 예선 탈락 |
| 2014년 | 예선 탈락 | 예선 탈락 | 예선 탈락 | 예선 탈락 | 예선 탈락 | 예선 탈락 | 예선 탈락 | 예선 탈락 | 예선 탈락 |
| 2018년 | 예선 탈락 | 예선 탈락 | 예선 탈락 | 예선 탈락 | 예선 탈락 | 예선 탈락 | 예선 탈락 | 예선 탈락 | 예선 탈락 |
| 2022년 | 예선 탈락 | 예선 탈락 | 예선 탈락 | 예선 탈락 | 예선 탈락 | 예선 탈락 | 예선 탈락 | 예선 탈락 | 예선 탈락 |
| 합계   |           |           |           |           |           |           |           |           |           |

### FIFA 월드컵 (예선)
| 1930년 | 독립 이전                                     | 독립 이전                                     | 독립 이전                                     | 독립 이전                                     | 독립 이전                                     | 독립 이전                                     | 독립 이전                                     |                                               |                                               |
| 1934년 | 독립 이전                                     | 독립 이전                                     | 독립 이전                                     | 독립 이전                                     | 독립 이전                                     | 독립 이전                                     | 독립 이전                                     |                                               |                                               |
| 1938년 | 독립 이전                                     | 독립 이전                                     | 독립 이전                                     | 독립 이전                                     | 독립 이전                                     | 독립 이전                                     | 독립 이전                                     |                                               |                                               |
| 1950년 | 독립 이전                                     | 독립 이전                                     | 독립 이전                                     | 독립 이전                                     | 독립 이전                                     | 독립 이전                                     | 독립 이전                                     |                                               |                                               |
| 1954년 | 독립 이전                                     | 독립 이전                                     | 독립 이전                                     | 독립 이전                                     | 독립 이전                                     | 독립 이전                                     | 독립 이전                                     |                                               |                                               |
| 1958년 | 독립 이전                                     | 독립 이전                                     | 독립 이전                                     | 독립 이전                                     | 독립 이전                                     | 독립 이전                                     | 독립 이전                                     |                                               |                                               |
| 1962년 | 독립 이전                                     | 독립 이전                                     | 독립 이전                                     | 독립 이전                                     | 독립 이전                                     | 독립 이전                                     | 독립 이전                                     |                                               |                                               |
| 1966년 | 독립 이전                                     | 독립 이전                                     | 독립 이전                                     | 독립 이전                                     | 독립 이전                                     | 독립 이전                                     | 독립 이전                                     |                                               |                                               |
| 1970년 | 독립 이전                                     | 독립 이전                                     | 독립 이전                                     | 독립 이전                                     | 독립 이전                                     | 독립 이전                                     | 독립 이전                                     |                                               |                                               |
| 1974년 | 독립 이전                                     | 독립 이전                                     | 독립 이전                                     | 독립 이전                                     | 독립 이전                                     | 독립 이전                                     | 독립 이전                                     |                                               |                                               |
| 1978년 | 없음                                          | 없음                                          | 없음                                          | 없음                                          | 없음                                          | 없음                                          | 없음                                          |                                               |                                               |
| 1982년 | 비회원국                                      | 비회원국                                      | 비회원국                                      | 비회원국                                      | 비회원국                                      | 비회원국                                      | 비회원국                                      |                                               |                                               |
| 1986년 | 비회원국                                      | 비회원국                                      | 비회원국                                      | 비회원국                                      | 비회원국                                      | 비회원국                                      | 비회원국                                      |                                               |                                               |
| 1990년 | 불참                                          | 불참                                          | 불참                                          | 불참                                          | 불참                                          | 불참                                          | 불참                                          |                                               |                                               |
| 1994년 | 불참                                          | 불참                                          | 불참                                          | 불참                                          | 불참                                          | 불참                                          | 불참                                          |                                               |                                               |
| 1998년 | 불참                                          | 불참                                          | 불참                                          | 불참                                          | 불참                                          | 불참                                          | 불참                                          |                                               |                                               |
| 2002년 | 2                                             | 0                                             | 1                                             | 1                                             | 1                                             | 4                                             | 1                                             |                                               |                                               |
| 2006년 | 2                                             | 0                                             | 1                                             | 1                                             | 1                                             | 5                                             | 1                                             |                                               |                                               |
| 2010년 | 6                                             | 0                                             | 0                                             | 6                                             | 4                                             | 17                                            | 0                                             |                                               |                                               |
| 2014년 | 2                                             | 0                                             | 0                                             | 2                                             | 0                                             | 7                                             | 0                                             |                                               |                                               |
| 2018년 | 2                                             | 0                                             | 0                                             | 2                                             | 0                                             | 3                                             | 0                                             |                                               |                                               |
| 2022년 | 2                                             | 0                                             | 0                                             | 2                                             | 0                                             | 10                                            | 0                                             |                                               |                                               |
| 합계   | 16                                            | 0                                             | 2                                             | 14                                            | 6                                             | 46                                            | 2                                             |                                               |                                               |
| 순위   | 월드컵 예선 승점 순위 : 207위 (아프리카 53위) | 월드컵 예선 승점 순위 : 207위 (아프리카 53위) | 월드컵 예선 승점 순위 : 207위 (아프리카 53위) | 월드컵 예선 승점 순위 : 207위 (아프리카 53위) | 월드컵 예선 승점 순위 : 207위 (아프리카 53위) | 월드컵 예선 승점 순위 : 207위 (아프리카 53위) | 월드컵 예선 승점 순위 : 207위 (아프리카 53위) | 월드컵 예선 승점 순위 : 207위 (아프리카 53위) | 월드컵 예선 승점 순위 : 207위 (아프리카 53위) |

## 아프리카 네이션스컵
- 1978년 ~ 1980년 - 없음[3]
- 1982년 ~ 1986년 - 비회원국
- 1988년 - 불참
- 1990년 - 예선 탈락
- 1992년 - 기권
- 1994년 - 불참
- 1996년 - 기권
- 1998년 - 예선 탈락
- 2000년 - 불참
- 2002년 ~ 2010년 - 예선 탈락
- 2012년 - 불참
- 2013년 - 예선 탈락
- 2015년 - 예선 도중 기권
- 2017년 ~ 2021년 - 예선 탈락

### 아프리카 네이션스컵 (예선)
| 아프리카 네이션스컵 예선 기록 | 아프리카 네이션스컵 예선 기록 | 아프리카 네이션스컵 예선 기록 | 아프리카 네이션스컵 예선 기록 | 아프리카 네이션스컵 예선 기록 | 아프리카 네이션스컵 예선 기록 | 아프리카 네이션스컵 예선 기록 | 아프리카 네이션스컵 예선 기록 |
| 년도                          | 경기                          | 승                            | 무*                           | 패                            | 득점                          | 실점                          | 승점                          |
| ----------------------------- | ----------------------------- | ----------------------------- | ----------------------------- | ----------------------------- | ----------------------------- | ----------------------------- | ----------------------------- |
| 1957년                        | 독립 이전                     | 독립 이전                     | 독립 이전                     | 독립 이전                     | 독립 이전                     | 독립 이전                     | 독립 이전                     |
| 1959년                        | 독립 이전                     | 독립 이전                     | 독립 이전                     | 독립 이전                     | 독립 이전                     | 독립 이전                     | 독립 이전                     |
| 1962년                        | 독립 이전                     | 독립 이전                     | 독립 이전                     | 독립 이전                     | 독립 이전                     | 독립 이전                     | 독립 이전                     |
| 1963년                        | 독립 이전                     | 독립 이전                     | 독립 이전                     | 독립 이전                     | 독립 이전                     | 독립 이전                     | 독립 이전                     |
| 1965년                        | 독립 이전                     | 독립 이전                     | 독립 이전                     | 독립 이전                     | 독립 이전                     | 독립 이전                     | 독립 이전                     |
| 1968년                        | 독립 이전                     | 독립 이전                     | 독립 이전                     | 독립 이전                     | 독립 이전                     | 독립 이전                     | 독립 이전                     |
| 1970년                        | 독립 이전                     | 독립 이전                     | 독립 이전                     | 독립 이전                     | 독립 이전                     | 독립 이전                     | 독립 이전                     |
| 1972년                        | 독립 이전                     | 독립 이전                     | 독립 이전                     | 독립 이전                     | 독립 이전                     | 독립 이전                     | 독립 이전                     |
| 1974년                        | 독립 이전                     | 독립 이전                     | 독립 이전                     | 독립 이전                     | 독립 이전                     | 독립 이전                     | 독립 이전                     |
| 1976년                        | 독립 이전                     | 독립 이전                     | 독립 이전                     | 독립 이전                     | 독립 이전                     | 독립 이전                     | 독립 이전                     |
| 1978년                        | 없음                          | 없음                          | 없음                          | 없음                          | 없음                          | 없음                          | 없음                          |
| 1980년                        | 없음                          | 없음                          | 없음                          | 없음                          | 없음                          | 없음                          | 없음                          |
| 1982년                        | 비회원국                      | 비회원국                      | 비회원국                      | 비회원국                      | 비회원국                      | 비회원국                      | 비회원국                      |
| 1984년                        | 비회원국                      | 비회원국                      | 비회원국                      | 비회원국                      | 비회원국                      | 비회원국                      | 비회원국                      |
| 1986년                        | 비회원국                      | 비회원국                      | 비회원국                      | 비회원국                      | 비회원국                      | 비회원국                      | 비회원국                      |
| 1988년                        | 불참                          | 불참                          | 불참                          | 불참                          | 불참                          | 불참                          | 불참                          |
| 1990년                        | 2                             | 1                             | 0                             | 1                             | 1                             | 3                             | 3                             |
| 1992년                        | 기권                          | 기권                          | 기권                          | 기권                          | 기권                          | 기권                          | 기권                          |
| 1994년                        | 불참                          | 불참                          | 불참                          | 불참                          | 불참                          | 불참                          | 불참                          |
| 1996년                        | 기권                          | 기권                          | 기권                          | 기권                          | 기권                          | 기권                          | 기권                          |
| 1998년                        | 2                             | 0                             | 1                             | 1                             | 1                             | 2                             | 1                             |
| 2000년                        | 불참                          | 불참                          | 불참                          | 불참                          | 불참                          | 불참                          | 불참                          |
| 2002년                        | 2                             | 0                             | 0                             | 2                             | 0                             | 6                             | 0                             |
| 2004년                        | 6                             | 2                             | 0                             | 4                             | 4                             | 10                            | 6                             |
| 2006년                        | 2                             | 0                             | 1                             | 1                             | 1                             | 5                             | 1                             |
| 2008년                        | 6                             | 1                             | 1                             | 4                             | 3                             | 14                            | 4                             |
| 2010년                        | 6                             | 0                             | 0                             | 6                             | 4                             | 17                            | 0                             |
| 2012년                        | 불참                          | 불참                          | 불참                          | 불참                          | 불참                          | 불참                          | 불참                          |
| 2013년                        | 2                             | 0                             | 0                             | 2                             | 0                             | 7                             | 0                             |
| 2015년                        | 1                             | 0                             | 0                             | 1                             | 0                             | 2                             | 0                             |
| 2017년                        | 6                             | 1                             | 1                             | 4                             | 5                             | 11                            | 4                             |
| 2019년                        | 6                             | 0                             | 1                             | 5                             | 2                             | 23                            | 1                             |
| 2021년                        | 2                             | 0                             | 0                             | 2                             | 1                             | 3                             | 0                             |
| 합계                          | 43                            | 5                             | 5                             | 33                            | 22                            | 103                           | 19                            |